# Apple A12
Apple A12 Bionic (англ. A12 Bionic chip) — система на кристалле от корпорации Apple из серии Apple Ax, модель 2018 года.
В состав системы входит 64-битный 6-ядерный ARM-микропроцессор.
Разработан Apple и производится контрактным производителем TSMC по 7-нанометровому техпроцессу. Содержит 6,9 миллиарда транзисторов. Изначально процессор планировали выпустить под названием Apple A11X.

## Описание
Основные блоки A12 Bionic — это вычислительные и графические ядра. Сам чип содержит:
- два вычислительных ядра производительности (для сложных вычислительных задач);
- четыре вычислительных ядра эффективности (для повседневных дел);
- четыре графических ядра (с поддержкой технологии Metal[англ.] 2).
- 8‑ядерный нейропроцессор Neural Engine.

A12 Bionic стал потреблять меньше электроэнергии, чем Apple A11 Bionic, при том, что высокопроизводительные ядра теперь на 15 % мощнее и на 50 % энергоэффективнее.
Neural Engine
В A12 Bionic используется улучшенный 8‑ядерный нейронный процессор Neural Engine, способный выполнять до 5 триллионов операций в секунду и работающий до 9 раз быстрее по сравнению с Apple A11 Bionic.

## Применение
Устройства, использующие Apple A12 Bionic:
- iPhone XS — с сентября 2018 года по сентябрь 2019 года;
- iPhone XS Max — с сентября 2018 года по сентябрь 2019 года;
- iPhone XR — с сентября 2018 года по сентябрь 2021 года;
- iPad Air 3 (2019) — с марта 2019 по сентябрь 2020;
- iPad mini 5 (2019) — с марта 2019 года[5] по сентябрь 2021 года;
- iPad 8 (2020) — с сентября 2020 года[6] по сентябрь 2021 года.
- Apple TV 4K (2021) — с мая 2021 года по октябрь 2022 года.

Вариант чипа под названием Apple A12X используется в
- iPad Pro (2018) — с октября 2018 года по март 2020 года.[7]

Вариант чипа под названием Apple A12Z используется в
- iPad Pro (2020) — с марта 2020 года по апрель 2021 года.